# روبرت إي. ويذرز
روبرت إي. ويذرز هو دبلوماسي وسياسي أمريكي، ولد في 18 سبتمبر 1821 في لينشبرغ في الولايات المتحدة، وتوفي في 21 سبتمبر 1907 في ويثفيل في الولايات المتحدة. نشط حزبياً في الحزب الديمقراطي.

## مناصب
- انتخب عضو مجلس الشيوخ الأمريكي [الإنجليزية]‏ عن دائرة Virginia Class 1 senate seat ‏ وقد انضم خلال فترته النيابية [الإنجليزية]‏ (4 مارس 1879 – 4 مارس 1881) للكتلة البرلمانية الحزب الديمقراطي.
- انتخب عضو مجلس الشيوخ الأمريكي [الإنجليزية]‏ عن دائرة Virginia Class 1 senate seat ‏ وقد انضم خلال فترته النيابية [الإنجليزية]‏ (4 مارس 1877 – 4 مارس 1879) للكتلة البرلمانية الحزب الديمقراطي.
- انتخب عضو مجلس الشيوخ الأمريكي [الإنجليزية]‏ عن دائرة Virginia Class 1 senate seat ‏ وقد انضم خلال فترته النيابية [الإنجليزية]‏ (4 مارس 1875 – 4 مارس 1877) للكتلة البرلمانية الحزب الديمقراطي.
- انتخب عضو مجلس الشيوخ الأمريكي [الإنجليزية]‏.